# Mátraterenye
Mátraterenye község Nógrád vármegyében, a Bátonyterenyei járásban.

## Fekvése
A vármegye északkeleti szélén fekszik, a Zagyva-völgyben, a Mátra és a Medves-hegység között. Budapesttől 115, Salgótarjántól 20, Egertől 45, a világörökség részét képező Hollókőtől 50 km-re esik. A legközelebbi határátkelő Szlovákia felé 25 km-re van Somoskőújfaluban.
A legközelebbi városok keletre a Heves vármegyei Pétervására, nyugatra Bátonyterenye, északnyugatra pedig a vármegyeszékhely, Salgótarján, mindhárom 20 km távolságon belül található.

### Megközelítése, közlekedése
Legfontosabb közúti megközelítési útvonala a Bátonyterenye kisterenyei részét Tarnalelesszel összekötő 23-as főút. Salgótarjánnal a 2303-as út, Recskkel a 2411-es út, Mátranovákkal pedig a 23 109-es számú mellékút köti össze. Vasútállomása napjainkban nincs a falunak, régebben a Mátramindszent–Mátranovák–Homokterenye-vasútvonalnak volt megállója Homokterenyén, ám ezen a vasútvonalon az 1990-es években megszűnt a vasúti forgalom, később a pályát is hosszú szakaszon felszedték. Jelenleg a legközelebbi működő vasútállomás a Hatvan–Somoskőújfalu-vasútvonal kisterenyei állomása, korábban a Kisterenye–Kál-Kápolna-vasútvonal mátramindszenti állomása volt legközelebb, amíg ezen a vasútvonalon is meg nem szűnt a személyforgalom.

## Története
Mátraterenye 1984-ben alakult Homokterenye, Mátranovák és Nádújfalu községek egyesítésével. A település neve a Mátranovák és a Homokterenye összevonása. Mátranovák 1991-ben kiválva ismét önálló községgé alakult, a maradék település neve azonban változatlan maradt.
Az 1950-es megyerendezés előtt Homokterenye és Mátranovák Nógrád vármegyéhez, Nádújfalu viszont Heves vármegye Pétervásárai járásához tartozott.

### Homokterenye
Ősi neve Atyazháza, vagyis Atyásháza volt. Árpád-kori település. Nevét már 1296-ban említették az oklevelekben. A 15. században Heves vármegyéhez tartozott. 1404-ben Zsigmond király Homokterennei Miklós fia Miklósnak és fiának Jánosnak, valamint a "faluvégén lakó" Péternek és Lászlónak bizonyos birtokrészeket adományozott itt, de 1418-ban már az egész helységre Homokterennei Jakab fia János kapott adományt. Ettől kezdve nevezik Homokterenne néven.
1548-ban Nagy Balázs és Horváth András birtoka volt. 1552-ben e település is behódolt a törököknek.
1555-1558 között a hatvani szandzsákhoz tartozott, összesen 5 adóköteles házzal.
1563-ban, a Homokterennei család kihaltával Berényi András nyerte adományul, akinek utóda Berényi György, az akkori nádor Pálffy Pál közbenjárásával új királyi adományt eszközölt ki e helységre, melybe be is iktatták 1652-ben.
1715-ben 10 magyar, 1720-ban pedig 12 magyar háztartását írták össze.
1770-ben Darvas Ferenc és Balczer József, 1826-ban Platthy József özvegye, Talai Horváth Mihály, Fáy József és Hamar András özvegye voltak birtokosai.
Az 1900-as évek elején Kolossy Zoltán és Csintalan Ábrisné volt itt a nagyobb birtokos. A községbeli úrilakok közül az egyiket Lieszkovszky József építtette a 19. század elején. A másikat Szakács József építtette 1880-ban. A harmadikat pedig Fáy Menyhért építtette a 19. század első éveiben.
1873-ban itt is a kolera pusztított, 1874-ben pedig az egész helység leégett. Határában az 1900-as évek elejének adatai szerint két kőszénbánya is volt. Az egyik az Éjszakmagyarországi Szénbánya Társaság telepe, a másik Csintalan Abrisnéé és két társáé volt.
1910-ben 1472 lakosából 1446 magyar volt. Ebből 1935 római katolikus, 40 evangélikus, 20 izraelita volt.
A községhez tartoztak: Mizserfa-bánya, Körtevölgy, Mizsérfa, Pétervölgy, Szárazvölgy és Verebes-puszta.

### Mátranovák
Mátranovák neve már a középkorban is szerepelt az oklevelekben.
1548-ban Horváth András volt a földesura. 1633-1634-ben a török hódoltság alatt, a váci nahije községei között sorolták fel, de csak két adóköteles házzal, majd 1715-ben 5, 1720-ban 6 magyar háztartását írták össze.
1770-ben gróf Teleki László, Csoma Zsigmond és Szabó Zsigmond voltak a földesurai.
1826-ban gróf Keglevich Károly és Ádám utódai, a Csoma család után pedig a gróf Thoroczkayak és Fáy József birtoka volt, majd a 20. század elején Roheim Ödön volt itt a nagyobb birtokos, kinek úrilaka 1908-ban épült. Egy másikat pedig Szabó Ferenc a 19. század közepén építtetett itt. Az itteni római katolikus templom 1800-ban épült.
1873-ban 500-an estek itt a kolerajárvány áldozatául.
Báró Solymosy Jenőnek gőztéglagyára is volt itt, határban pedig két kőszénbánya is volt. 
1910-ben 1904 lakosából 1867 magyar, 20 német volt. Ebből 1786 római katolikus, 23 evangélikus, 81 izraelita volt.
A községhez tartoznak Baglyasi-, Fúródi-, Gátasrét-, Nyirmegyi- és Szoroslápa-puszták.

### Nádújfalu

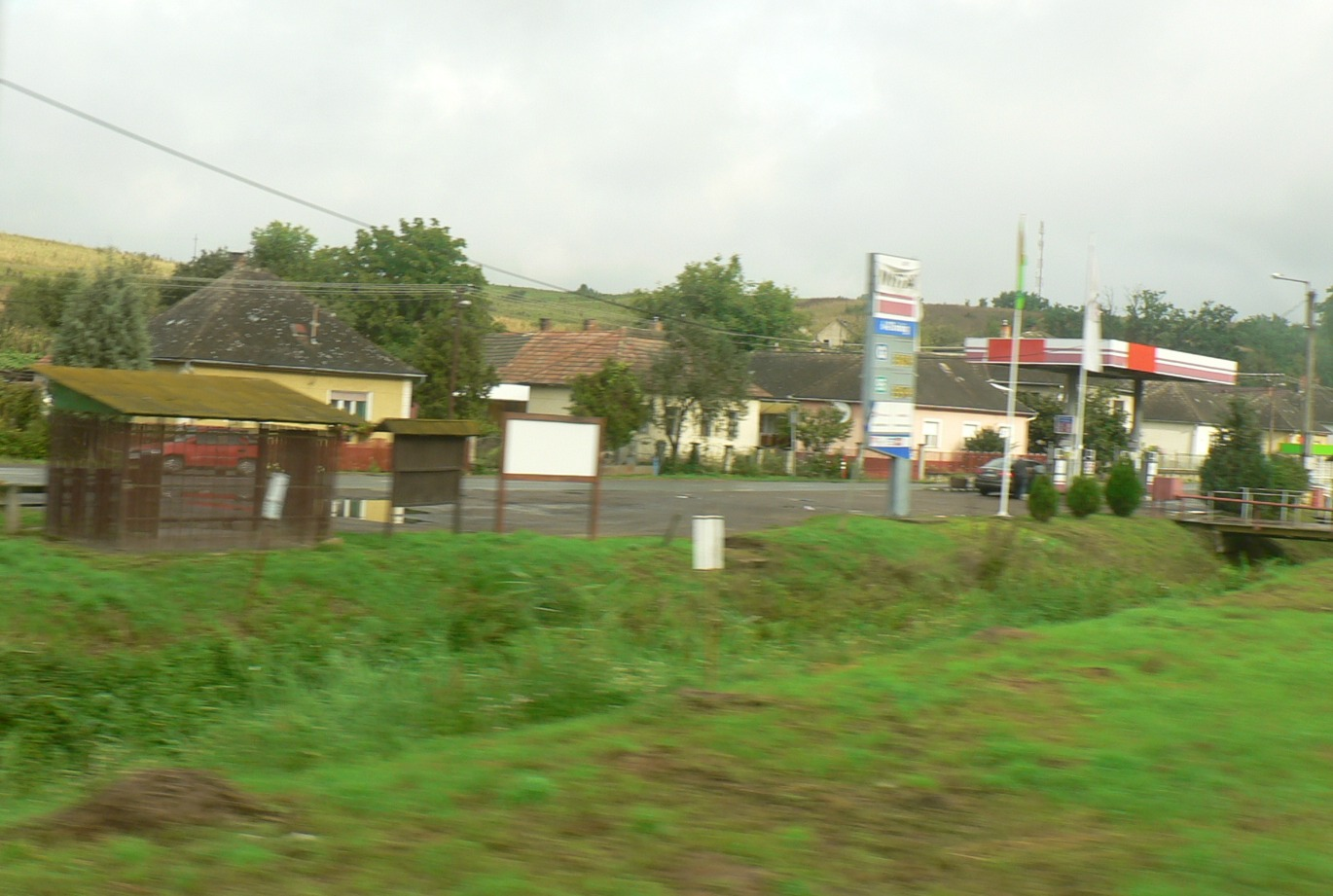
Nádújfalu településrészlete a 23-as főút mátraszelei elágazásánál

Nádújfalu nevét 1426-ban említették először az oklevelek. Ekkor Iván, Szuha és Füzes helységekkel együtt az Iváni család birtokában voltak.
1463-ban Wyfalw néven Szuhával és Maconkával együtt fordult elő, és az Iváni család birtoka volt.
Az 1594 évi összeírásban csak 1 adóköteles, ezenkívül 3-3 elszegényedett és elpusztult jobbágytelket írtak itt össze.
Az 1554 évi összeírásban pedig már az elpusztult helységek között szerepelt.
1635-ben 1 1/4, 1647-ben 1 1/4 1675-ben fél, 1686-ban fél portája volt.
1693-ban Gyürky Ferencé, akinek itt 5 jobbágya volt. A 19. század elején a Halasy, Gyürky, Vecsey, Gyurcsányi, Balázs, Bakó, Markolt, Horváth és Sütő családok voltak itt birtokosok. A Halasy család birtoka az 1900-as évek elején Zmeskál Zoltán császári és királyi kamarásé (1736 kat. hold), akinek birtokába került a volt Halasy-féle kastély is, amely alatt boltíves pince is volt.
A török hódoltság előtt a település nem a mai helyén állt; a török világban a helység lakosai elhagyva lakóhelyeiket, az itteni nádasokban telepedtek le. A régi község helye még a 20. század elején is Faluhely néven volt ismert. A török hódoltság után telepedett át a jelenlegi helyére.
1871-ben egy nagy tűzvészben a település legnagyobb része leégett.
Római katolikus temploma még a 18. század előtti időből való, mennyezete 1746-ban készült. A mennyezet nagy négyszögletes táblákból áll, a melyek mindegyike magyaros stílusú és színezésű festményekkel van díszítve.
1910-ben 734 lakosából 725 magyar volt. Ebből 711 római katolikus, 16 evangélikus volt.
Az 1900-as évek elején a lakosság háziiparszerűleg űzte a nyirfaseprő-készítést és vászonszövést. A település határban pedig kőbánya is volt.
A helységhez tartoztak még Rakottyás és Pusztaközépiván is.

## Közélete

### Polgármesterei
- 1990–1994: Szabó Nándor (független)[4]
- 1994–1998: Szabó Nándor (Baráti Kör-DEKO-MSZP-Munkáspárt-NKSE)[5]
- 1998–2002: Szabó Nándor (független)[6]
- 2002–2006: Bodor József (független)[7]
- 2006–2010: Gecse László GAV (MSZP)[8][9]
- 2010–2014: Gecse László (független)[10]
- 2014–2019: Gecse László (független)[11]
- 2019–2024: Gecse László (független)[12]
- 2024– : Gecse László (Fidesz-KDNP)[1]

## Népesség
A település népességének változása:
| Lakosok száma | 1867 | 1878 | 1873 | 1778 | 1659 | 1662 | 1642 |
|               | 2013 | 2014 | 2015 | 2021 | 2022 | 2023 | 2024 |

2001-ben a település lakosságának 94%-a magyar, 6%-a cigány nemzetiségűnek vallotta magát.
A 2011-es népszámlálás során a lakosok 89,4%-a magyarnak, 11,9% cigánynak, 0,2% németnek mondta magát (10,6% nem nyilatkozott; a kettős identitások miatt a végösszeg nagyobb lehet 100%-nál). A vallási megoszlás a következő volt: római katolikus 53,5%, református 1,4%, evangélikus 0,4%, görögkatolikus 0,2%, felekezeten kívüli 22,9% (20,7% nem nyilatkozott).
2022-ben a lakosság 85,5%-a vallotta magát magyarnak, 7,7% cigánynak, 0,5% németnek, 0,1-0,1% bolgárnak, szlováknak, ukránnak, románnak és lengyelnek, 1,8% egyéb, nem hazai nemzetiségűnek (14,3% nem nyilatkozott; a kettős identitások miatt a végösszeg nagyobb lehet 100%-nál). Vallásuk szerint 34,4% volt római katolikus, 1,4% református, 0,5% evangélikus, 0,2% görög katolikus, 1,3% egyéb keresztény, 0,4% egyéb katolikus, 19,6% felekezeten kívüli (42,2% nem válaszolt).

## Földrajza
A vidéket nagyrészt kirándulásra csábító erdők és szelíden hullámzó, hegyekké csak itt-ott emelkedő dombok borítják. A táj domborzati sajátosságai teszik olyan széppé és barátságossá településünket.
Kisebb-nagyobb túrákon könnyen elérhető innen a különleges szépségű hegyeskei borókás legelő, a Nagy- és a Szérkő homokkő sziklái, a Szilváskő páratlan bazaltképződményei, a Bárna-patak felső folyása, illetve a Medves-vidék más természeti csodái. A Mátra központi gerince, valamint a Galya- és a Kékestető is gépkocsival legfeljebb fél óra alatt elérhető. (Légvonalban alig 10–15 km-re található mindkettő, és a csúcsoknál lévő tornyok is jól láthatóak szabad szemmel.)

## Nevezetességei
Homokterenye: Kiemelt jelentőségű műemlék Homokterenye régi római katolikus temploma, ami a 13. századból maradt fenn. A román stílusú épületet a 15. században bővítették, ekkor kapta gótikus részleteit. A mai homlokzatot 1801-ben alakították ki. Az 1999-ben felújított, a 23. főútról is jól látható épület a Berzsenyi utca végén, a temetőben áll. Különleges értéke, hogy környezete beépítetlen maradt, így őrzi az évszázadokkal ezelőtti korok hangulatát.
Műemlék jellegű a homokterenyei, klasszicista stílusú Nepomuki Szent János-szobor is, amely egy lakóház előkertjében található. Ugyanilyen fokú védettséget élvez a 19. század elejéről származó, klasszicista stílusú római katolikus plébánia (Kossuth út 109) is.
A település tájháza az önkormányzat kezelésében van. A régi palóc házban a "terennei" népviselet mellett szépen hímzett, a 20. század elejéről származó textíliákat, festett cseréptárgyakat, konyhai és gazdasági eszközöket is kiállítottak. Kérésre az érdeklődőknek azt is bemutatják hogyan fonták régen a rokkán a kenderfonalat.
Nádujfalu:
A falu közepe táján kis magaslaton álló barokk római katolikus templom a Kossuth út 339. sz. alatt található. A templombelső kivételes szépségű, festett kazettás mennyezete 1746-ban készült. Még országos viszonylatban is ritkaságszámba megy a hasonló díszítettség.
Ugyancsak különleges a templom mellett álló népies, fából ácsolt harangláb, amit a 18. század közepe táján állítottak.
Jánosakna: az egykori bányászkolónia egyszerű kis római katolikus temploma a temetőben áll, a József Attila út végén.